# Улах-Улюнг
Ула́х-Улю́нг (также Уулаах-Юлюнг) — пресноводное озеро на северо-востоке Якутии, в Среднеколымском улусе. Расположено на юго-западе Колымской низменности, в левобережье реки Алазея, к северо-востоку от Алазейского плоскогорья, в 25 км к юго-западу от озера Павылон и в 23 км к северо-востоку от озера Аллара-Хайырдах. Имеет лопастную форму, береговая линия умеренно изрезана.  
Находится на высоте 29 м над уровнем моря. Площадь озера составляет 76,1 км², площадь водосборной поверхности — 223 км². Максимальное расстояние между берегами с севера на юг — около 13,3 км, ширина в центральной части достигает 11,4 км. Значимых притоков не имеет, за исключением стока из ближайших озёр, расположенных к западу. На юго-востоке вытекает река Улюнг-Сян, которая, пройдя через целый ряд озёр, впадает в Алазею (бассейн Восточно-Сибирского моря).
Берега низкие, преимущественно покрытые тундровым редколесьем, местами заболочены или покрыты лугами с кустарником.
Ближайший населенный пункт, село Эбях, расположен примерно в 11,5 км к северо-западу.